# 黎石秋
黎 石秋（れい せきしゅう、1962年8月 - ）は、中華人民共和国の官僚、政治家。湖南省長沙市瀏陽県出身。現職は益陽市党委員会副書記兼市委党校校長。

## 経歴
1962年8月、湖南省長沙市瀏陽県で生まれる。1981年7月に瀏陽師範学校を卒業後、同年、黎石秋は瀏陽県達滸郷石板中学校で教師に就いた。1989年8月以後、黎石秋は瀏陽県の下級行政区域の幹部として着実に昇進を重ね、1994年12月には瀏陽市工商局局長兼党委員会副書記に就任した。1997年10月、市党委員会常務委員兼政法委書記に転任。2002年、同市副市長兼党委員会副書記に昇格。2004年3月、寧郷県県長兼党委員会副書記に転出。2008年2月、党委員会書記に昇格。同年4月、寧郷県県長を退く。2012年1月、長沙市副市長を兼務。2015年10月、益陽市党委員会副書記兼市委党校校長に任命。